# 池谷友良
池谷 友良（いけや ともよし、1962年6月17日 - ）は、静岡県出身の元サッカー選手、サッカー指導者、ロッソ熊本（現：ロアッソ熊本）の初代監督であり、ロアッソ熊本を運営する株式会社アスリートクラブ熊本の代表取締役社長も務めた。現在はFC今治のグローバル事業部スタッフとして所属している。

## 来歴
静岡県立浜名高校時代は全国大会の出場経験はないが、3年生の時に国体の静岡県選抜の一員として優勝。中央大学に進学し、卒業後日立製作所サッカー部（現在の柏レイソル）に入部。当時の日立製作所サッカー部は日本サッカーリーグの1部と2部の往復生活で、池谷もそれほど出場機会が多くないこともあり、選手としては全国区になれないまま29歳で引退した。
引退後は下部組織のコーチとして日立製作所→柏レイソルに残留。1995年のシーズン途中からトップチームのコーチに昇格し、1999年のナビスコカップ獲得、2000年のシーズン通算勝ち点1位（ただしステージ制覇はならなかったので年間成績は3位）に貢献した。その後チームは下降線を辿り始め、2002年に監督のスティーブ・ペリマンが解任された際には監督代行を務めた。マルコ・アウレリオの監督就任に伴って池谷はトップチームから身を引き（「ユースチーム・スクールマスター」の肩書きでチームには残った）、2003年にはU-15日本代表のコーチを務めた。
その後も柏は低迷が続き、抜本的なチーム改革が必要と感じたフロントは、日立製作所時代から20年近く所属してきた池谷を監督としてトップチームに呼び戻した。しかしリーグ戦開幕2連勝の後8試合連続勝ち無しで最下位に転落すると池谷は解任されてしまう。チーム状況が悪かったとはいえ、この年から「3カ年計画」を打ち出して池谷にある程度の長期政権を任せる意向だったフロントの安易な方針転換は長期ビジョンの無さを浮き彫りにした（その後、柏は早野宏史を監督に招いたがチームは池谷時代以上に悪化し、翌年にはついにJ2降格となった）。
解任という形で20年近く所属した柏を去った池谷だが、「3年でのJリーグ入り」を目標に誕生したロッソ熊本の初代監督として招聘され、再就職先は早く見つかった。ロッソ熊本は2004年まで九州サッカーリーグに所属していたアルエット熊本が母体だが、チーム名を変更するにあたって選手のほとんどを入れ替え、Jリーグ経験者も多く所属する陣容となった。池谷自身も「3年でJリーグに上げる」と公言しており、2005年は日本フットボールリーグ（JFL）昇格が至上命令となった。シーズン中盤以降にややもたついたものの九州サッカーリーグでは優勝。その後の全国地域リーグ決勝大会では3位に終わったが、愛媛FCが2006年からJ2に昇格することに伴い、めでたくJFL昇格となった。JFLの2006年シーズンは5位に終わりJ2参入はならなかったが、2007年シーズンも引き続きJFLでロッソ熊本を指揮。2位となり、J2参入を成し遂げた。
2008年シーズンも、ロアッソ熊本に名称を改めた同クラブを引き続き指揮。J2他クラブと比べて戦力的に劣る状況下で開幕から苦戦したものの、終盤には8試合負けなしを記録するなど、最終的には15クラブ中12位と、参入1年目のクラブとしてはそれなりの成果を挙げた。同年限りで監督を勇退し、2009年度からはGM職に専念している。
2012年3月、株式会社アスリートクラブ熊本の代表取締役社長に就任した。2013年7月、監督の吉田靖退任により、監督代行に就任。シーズン終了まで監督代行を務めた。なお、社長と監督の兼務はJリーグから認められていないため、社長は退任し監督代行に専念することとなった。2014年からは小野剛が監督に就任し池谷は社長に復帰したが、2017年6月、監督の清川浩行の退任により再び代表取締役社長を辞任し監督に就任した。2017年11月、本来であればJ3降格となる21位でシーズンを終えたことから監督を辞任、ロアッソ熊本からも離れることになった。その後、FC今治のグローバル事業部スタッフに就任した。

## 所属クラブ
- 静岡県立浜名高等学校
- 中央大学
- 1985年 - 1992年 日立製作所本社サッカー部

## 個人成績
| 国内大会個人成績 | 国内大会個人成績 | 国内大会個人成績 | 国内大会個人成績 | 国内大会個人成績 | 国内大会個人成績 | 国内大会個人成績 | 国内大会個人成績 | 国内大会個人成績 | 国内大会個人成績 | 国内大会個人成績 | 国内大会個人成績 |
| 年度             | クラブ           | 背番号           | リーグ           | リーグ戦         | リーグ戦         | リーグ杯         | リーグ杯         | オープン杯       | オープン杯       | 期間通算         | 期間通算         |
| 年度             | クラブ           | 背番号           | リーグ           | 出場             | 得点             | 出場             | 得点             | 出場             | 得点             | 出場             | 得点             |
| 日本             | 日本             | 日本             | 日本             | リーグ戦         | リーグ戦         | JSL杯            | JSL杯            | 天皇杯           | 天皇杯           | 期間通算         | 期間通算         |
| ---------------- | ---------------- | ---------------- | ---------------- | ---------------- | ---------------- | ---------------- | ---------------- | ---------------- | ---------------- | ---------------- | ---------------- |
| 1985             | 日立             |                  | JSL1部           |                  | 0                |                  |                  |                  |                  |                  |                  |
| 1986-87          | 日立             |                  | JSL1部           |                  | 0                |                  |                  |                  |                  |                  |                  |
| 1987-88          | 日立             |                  | JSL2部           |                  |                  |                  |                  |                  |                  |                  |                  |
| 1988-89          | 日立             |                  | JSL2部           |                  |                  |                  |                  |                  |                  |                  |                  |
| 1989-90          | 日立             | 17               | JSL1部           | 12               | 0                | 0                | 0                |                  |                  |                  |                  |
| 1990-91          | 日立             | 17               | JSL2部           | 25               | 0                | 1                | 0                |                  |                  |                  |                  |
| 1991-92          | 日立             | 17               | JSL1部           | 0                | 0                | 0                | 0                |                  |                  |                  |                  |
| 通算             | 日本             | 日本             | JSL1部           | 16               | 0                |                  |                  |                  |                  |                  |                  |
| 通算             | 日本             | 日本             | JSL2部           |                  |                  |                  |                  |                  |                  |                  |                  |
| 総通算           |                  |                  |                  |                  |                  |                  |                  |                  |                  |                  |                  |

その他の公式戦
- 1991年
  - コニカカップ 2試合0得点

## 指導歴・職歴
- 1992年 - 1995年7月 日立製作所/柏レイソル サテライトコーチ
- 1995年8月 - 1996年 柏レイソル ヘッドコーチ
- 1997年 - 2001年 柏レイソル コーチ
- 2002年 - 同7月 柏レイソル ヘッドコーチ
- 2002年8月 - 同12月 柏レイソル 監督代行
- 2003年 柏レイソル ユーススクールマスター
- 2003年 U-15日本代表 コーチ
- 2004年 - 同7月 柏レイソル 監督
- 2005年 - 2008年 ロアッソ熊本 監督
- 2008年8月 - 2012年3月 ロアッソ熊本 ゼネラルマネージャー
- 2009年5月 - 2012年2月 株式会社アスリートクラブ熊本 取締役
- 2012年3月 - 2013年7月 株式会社アスリートクラブ熊本 代表取締役社長
- 2013年7月 - 2013年12月 ロアッソ熊本 監督
- 2014年 - 2017年6月 株式会社アスリートクラブ熊本 代表取締役社長
- 2017年6月 - 同年11月 ロアッソ熊本 監督
- 2018年 - FC今治
  - 2018年 - 2019年 グローバルコーチ
  - 2020年 - メソッドグローバル グループ長

## 監督成績
| 年度 | 所属 | クラブ | リーグ戦 | リーグ戦 | リーグ戦 | リーグ戦 | リーグ戦    | リーグ戦 | カップ戦   | カップ戦 |
| 年度 | 所属 | クラブ | 順位     | 試合     | 勝点     | 勝利     | 引分        | 敗戦     | ナビスコ杯 | 天皇杯   |
| ---- | ---- | ------ | -------- | -------- | -------- | -------- | ----------- | -------- | ---------- | -------- |
| 2002 | J1   | 柏     | -        | 2        | 0        | 0        | 0           | 2        | -          | -        |
| 2004 | J1   | 柏     | -        | 15       | 12       | 3        | 3           | 9        | 予選リーグ | -        |
| 2005 | 九州 | 熊本   | 優勝     | 18       | 47       | 15       | 0PK勝 2PK敗 | 1        | -          | 1回戦    |
| 2006 | JFL  | 熊本   | 5位      | 34       | 66       | 20       | 6           | 8        | -          | 3回戦    |
| 2007 | JFL  | 熊本   | 準優勝   | 34       | 69       | 21       | 6           | 7        | -          | 1回戦    |
| 2008 | J2   | 熊本   | 12位     | 42       | 43       | 10       | 13          | 19       | -          | 3回戦    |
| 2013 | J2   | 熊本   | 19位     | 19       | 21       | 5        | 6           | 8        | -          | 3回戦    |
| 2017 | J2   | 熊本   | 21位     |          |          |          |             |          | -          |          |

2013年は第24節から、2017年は第19節から。順位は最終順位。